# Rönnbergstjärnen, Hälsingland
Rönnbergstjärnen är en sjö i Ovanåkers kommun i Hälsingland och ingår i Ljusnans huvudavrinningsområde.